# Wilhelm August Kobbé
Wilhelm August Kobbé (* 24. April 1802 in Idstein; † 29. September 1881 in New York City) war ein deutscher Diplomat.
Kobbé wurde als Sohn des Amtmanns Friedrich Siegfried Kobbé geboren. Die Familie gehörte der nassauischen Bildungsschicht an und ihre Mitglieder standen seit mehreren Generationen in zivilen und militärischen Diensten des nassauischen Herzogs.
Von 1839 bis 1866 diente Kobbé als Generalkonsul des Herzogtums Nassau in den Vereinigten Staaten, wo er in eine an der Ostküste angesehene Familie in New London (Connecticut) einheiratete. In seiner neuen Heimat nahm er eine hervorragende soziale Stellung ein und nahm Anteil an zahlreichen gemeinnützigen Bestrebungen, vor allem jenen, die deutschen Einwanderern zugutekamen. In New York war er Mitbegründer des Deutschen Vereins und unterstützte die Gründung der Deutschen Gesellschaft. Nach der Annexion Nassaus durch Preußen betätigte er sich als selbständiger Kaufmann in New York.
Seine Söhne erreichten ebenfalls gesellschaftlich angesehene Positionen: 
- Wilhelm August wurde General der US-amerikanischen Bundesarmee,
- Philipp Ferdinand war Major in der Nationalgarde und Vizepräsident der Westinghouse Electric & Manufacturing Company und
- Gustav wurde ein bekannter Musikkritiker.